# Eufrasio Loza
Eufrasio Loza é uma comuna da província de Córdoba, na Argentina.